# Нова ізраїльська опера

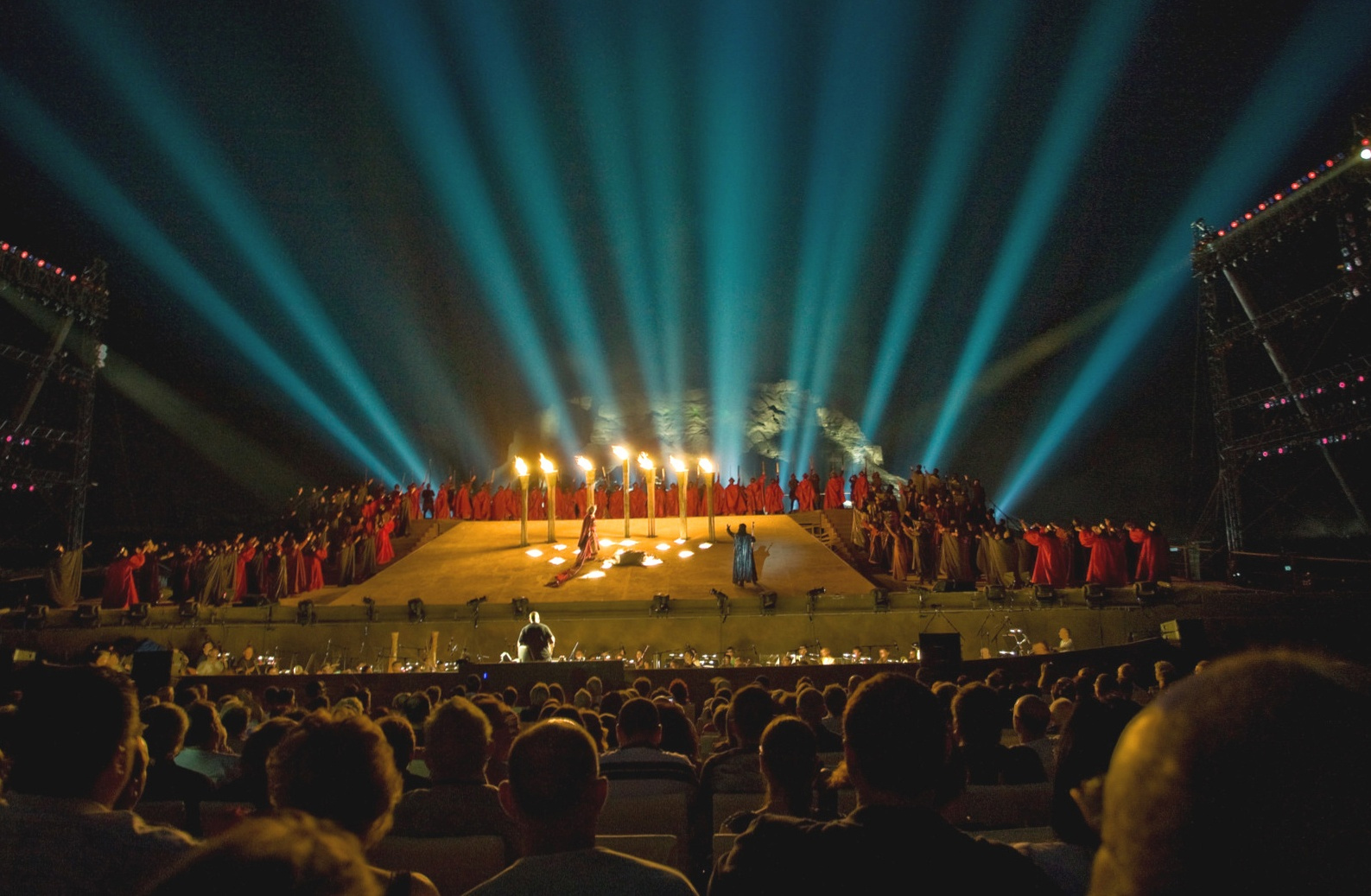
Нова ізраїльська опера виконує Набукко' Верді у Масаді

Нова ізраїльська опера — ізраїльський оперний театр, заснований у Тель-Авіві 1985 року. Її попередником була Національна опера Ізраїлю, що діяла з 1947 до 1982.

## Історія
1982 року Міністерство культури й освіти Ізраїлю вирішило припинити фінансування Національної опери Ізраїлю. Це змусило Раду культури й мистецтв заснувати Нову ізраїльську оперу, для чого вона уклала партнерську угоду з Камерним театром у Тель-Авіві і Камерним оркестром Ізраїлю. Тогочасного генерального директора Камерного театру Урі Оффера було призначено генеральним директором Нової ізраїльської опери, Йоав Тальмі (музичний керівник Камерного оркестру Ізраїлю) став її музичним керівником.
У сезоні 1987/88 років Нова ізраїльська опера показала свої перші вистави: оперу Дідона і Еней by Генрі Перселла у Камерному театрі у Тель-Авіві. Опери виконуються мовою оригіналу з демострацією субтитрів івритом та англійською. 1995 Нова ізраїльська опера показала світову прем'єру опери Йосип Йосефа Таля (режисер — Ґарі Бертіні, керівник — Девід Олден). До 20-річчя Нової опери було організовано показ спеціально підготовленої для цього театру івритомовної опери Подорож до кінця тисячоліття на основі книги А. Б. Єгошуа.
Після 1994 вистави Нової опери відбуваються у відкритому того ж року Тель-Авівському центрі виконавських мистецтв. Станом на тепер CEO Нової ізраїльської опери — Ханна Мунітц, музичний керівник — Даніель Орен, який був дирижером багатьох опер, зокрема Набукко Верді і Богема Пуччіні.
У наш час Нова ізраїльська опера демонструє близько 8 вистав на сезон.